# Charles Spencer, Duce de Marlborough

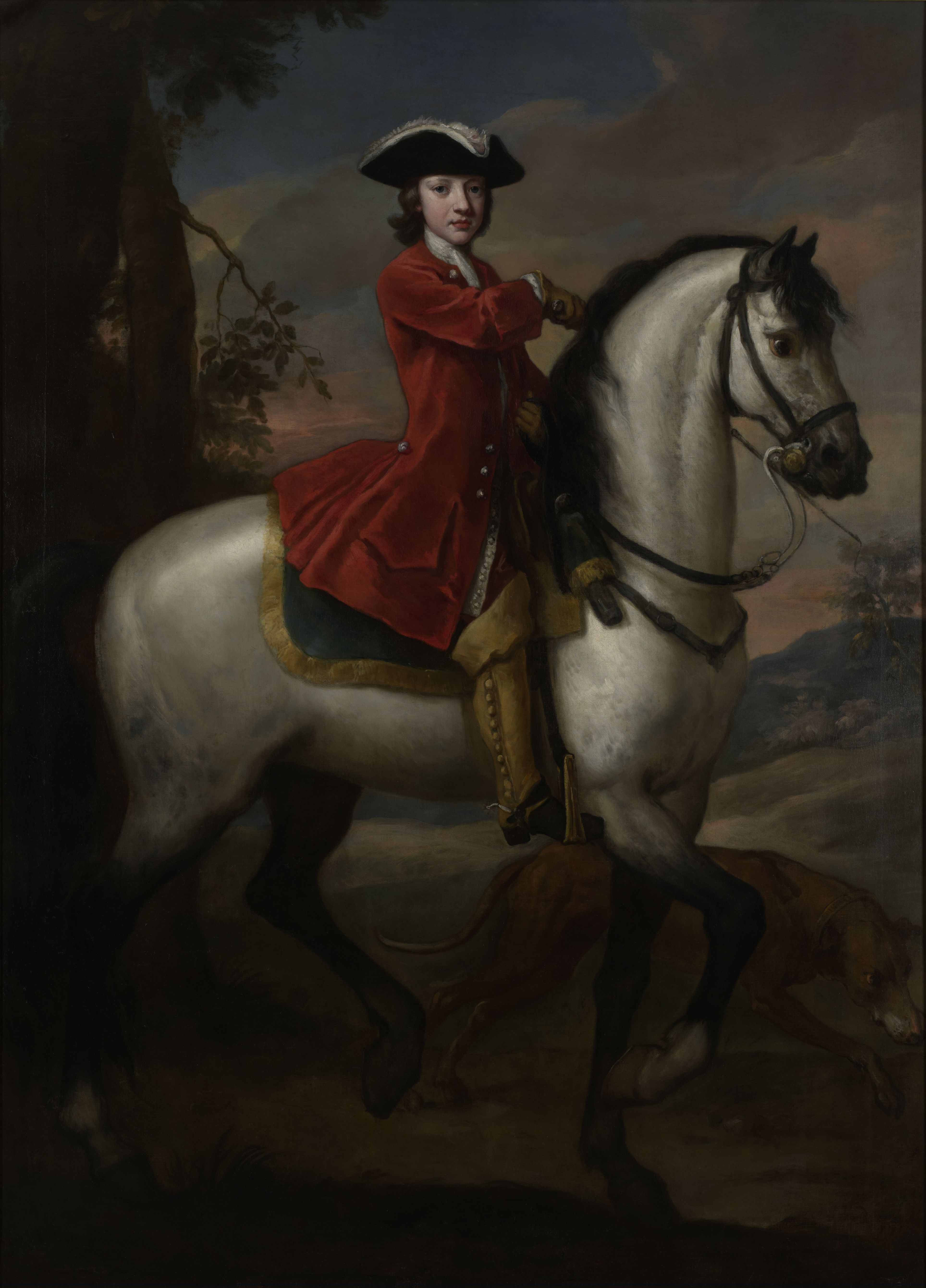
Charles Spencer, Duce de Marlborough

Charles Spencer, al 3-lea Duce de Marlborough (22 noiembrie 1706 – 20 octombrie 1758), cunoscut ca Contele de Sunderland între 1729 și 1733, a fost ofițer și politician britanic din familia Spencer. A condus trupele britanice în Raidul de la St Malo din 1758.

## Biografie
A fost al doilea fiu al lui Charles Spencer, al 3-lea Conte de Sunderland și al lui Lady Anne Churchill, care a fost a doua fiică a lui John Churchill, I Duce de Marlborough și a soției acestuia, Sarah Churchill, Ducesă de Marlborough.
Charles a moștenit titlul Sunderland de la fratele lui mai mare în 1729, devenind cel de-al 5-lea Conte de Sunderland, apoi titlul de Marlborough de la mătușa lui, Henrietta, a 2-a Ducesă de Marlborough în 1733.
S-a căsătorit cu Hon. Elizabeth Trevor (c. 1713 - 1761), fiica baronului Thomas Trevor. Ei au avut cinci copii:
- Lady Diana Spencer (1734–1808); căsătorită prima dată cu Frederick St John, Viconte Bolingbroke și a doua oară cu Topham Beauclerk.
- Elizabeth Herbert, Contesă de Pembroke și Montgomery (ianuarie/martie 1737 – 30 aprilie 1831); căsătorită cu Henry Herbert, al 10-lea Conte de Pembroke.
- George Spencer, Duce de Marlborough (26 ianuarie 1739 – 29 ianuarie 1817).
- Lord Charles Spencer (31 martie 1740 – 16 iunie 1820).
- Lord Robert Spencer (3 mai 1747 – 23 iunie 1831)

1. ↑  Charles Spencer, Genealogics
2. 1 2  Lt.-Gen. Charles Spencer, 3rd Duke of Marlborough, The Peerage, accesat în 9 octombrie 2017
3. ↑  Charles Spencer, 3rd Duke of Marlborough, SNAC, accesat în 9 octombrie 2017
4. 1 2  Lieut.-Gen. Sir Charles Spencer, Kindred Britain
5. 1 2  „Charles Spencer”, Gemeinsame Normdatei, accesat în 13 octombrie 2015
6. 1 2 3 4 5 6 7 8 9  Kindred Britain
7. ↑  Autoritatea BnF, accesat în 10 octombrie 2015